# Šternberk u Brtníků
Lovecký zámeček Šternberk stával v lese u obce Brtníky.

## Historie
Klasicistní zámeček nechal v roce 1772 vystavět hrabě František Václav ze Salm-Reifferscheidtu podle plánu architekta Antonína Schmidta z Prahy. Zámeček byl pojmenován podle Walburgy ze Šternberka, manželky Františka Václava ze Salm-Reifferscheidtu. Po jeho smrti v roce 1802 zdědil zámeček jeho syn Vincent a po něm syn jeho bratra Franz. Franz se však o zámeček nestaral a ten chátral. V letech 1843 a 1888 byla zbourána většina pavilonů. V roce 1887 zdědil zámeček jeho bratr Alois, který krátce poté umírá, a novou majitelkou se stala jeho sestra Johanna, provdaná za hraběte Thun-Hohensteina. V té době bylo doporučováno zámek zbourat. V roce 1910 však zásluhou hraběte Oswalda Thun-Hohensteina došlo k rekonstrukci zámku, nechal také opravit fasádu a střechu. V hájovně vytvořil restauraci. Po vznik Československa však majitelé o většinu pozemků v panství Lipová, které bylo zrušeno, přišli a zbytek museli prodat. Lesy připadly státu a okolí Šternberka spadalo pod Správu státních lesů v Rumburku. Po roce 1948 se zámek stal majetkem Státních lesů a pro veřejnost byl nepřístupný. V roce 1971 byla v blízkosti zámečku povolena stavba rekreačního střediska Severočeského ředitelství spojů Ústí nad Labem, který zámek vlastnilo, a také dětského tábora. Na konci 80. let 20. století byla provedena rekonstrukce objektu, která stála 6 mil. Kčs, a v roce 1991 došlo ke kolaudaci. Oprava však nebyla provedena odborně, neodstranily se části napadené dřevomorkou domácí. V patře byla udělána umývárna, ale do podlahy nebyla umístěna izolace proti vodě a také netěsnilo potrubí. Kromě toho chybělo v kuchyni odvětrávání, díky čemuž se mohla dřevomorka rozšířit do celého objektu. V roce 1992 byl zámek v havarijním stavu a uzavřen. Majitel se jej sice v roce 1993 snažil zachránit, ale dřevomorka se rozšířila i do obvodového zdiva. Navíc se rozpadal pískovec, který tvořil základy, a chyběla izolace proti spodní vodě. V roce 1993 došlo k odstranění střechy a krovů, takže zůstalo pouze obvodové zdivo, ale rekonstrukce se ukázala být velmi nákladnou. V roce 1994 byl zámek na žádost majitele, kterým byla Oblastní správa pošt Ústí nad Labem, vyřazen z kulturních památek a se souhlasem Ministerstva kultury zbourán.
Zámecký park byl zničen výstavbou chatek.

## Podoba
Zámek měl podobu přízemní budovy s mansardovou střechou, obdélníkového půdorysu o rozměrech 40x16m. Budova zámečku byla vybudována jako vyhlídkový pavilon. Ve východní části byly pokoje hraběnky, v západní měl své pokoje hrabě. V roce 1781 byl přistavěn rizalit s kaplí sv. Kříže, která byla vysvěcena 5. června 1783. Vedle zámku byly postaveny ještě další čtyři budovy - dům pro hosty, panská kuchyně, dům lokaje a dům nadlesního. Dále se v zámeckém areálu ještě nacházely vozovna se stájí, vrchnostenská stáj, střelnice, krytá kuželna a dvě kůlny. Na východě byl vybudován rybník, ze kterého vytékal umělý vodopád. Od zámku se rozbíhaly řady kaštanových alejí.

## Okolí zámku
Okolí tvořil park ve tvaru osmicípé hvězdy a také pavilony, ve kterých přebývali hosté. Na severozápadě komplexu byla postavena lesovna. Z cípů hvězdy vedly cesty, které se sbíhaly u zámečku. Hlavní přístupovou cestu od Brtníků také lemovala kaštanová alej. V roce 1785 přibyla do areálu socha sv. Jana Nepomuckého, která je dnes umístěna u kostela sv. Kříže v Děčíně.
V okolních lesích můžeme najít křtící kámen a kamenný oltář. Křtící kámen má údajně pocházet z doby husitských válek, kdy se v lesích skrývali obyvatelé z okolních obcí.

## Současnost
Dnes je na místě zámku prázdný palouk a v jeho okolí stavení správy pošt v Ústí nad Labem.

## Galerie

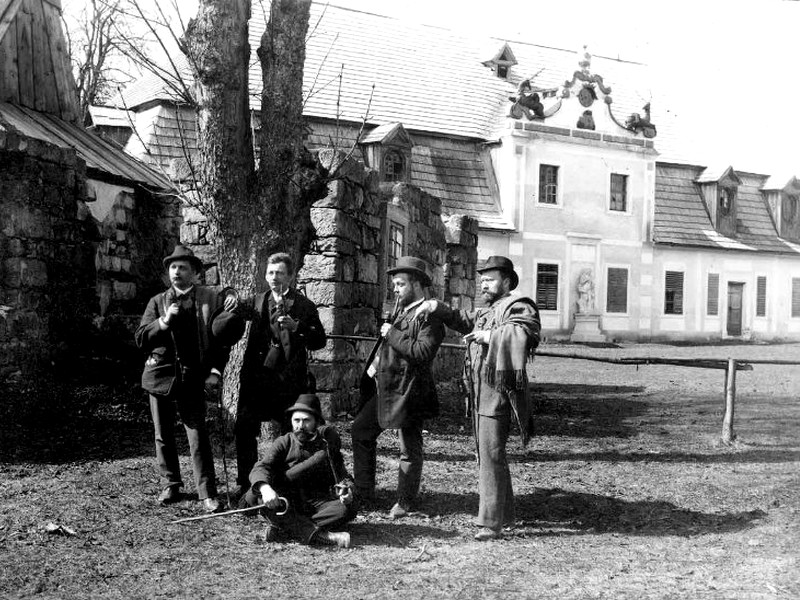
Dobový snímek Šternberku
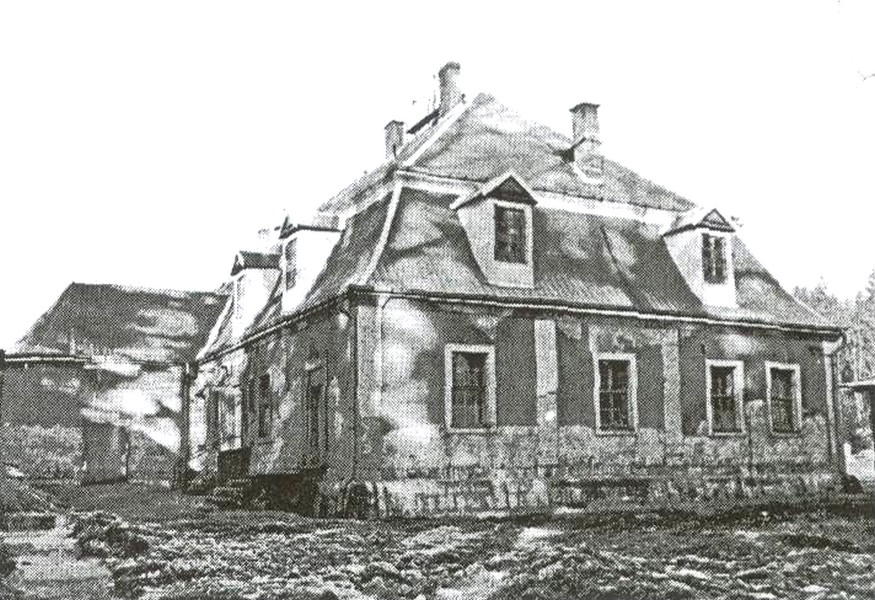
Dobový snímek Šternberku
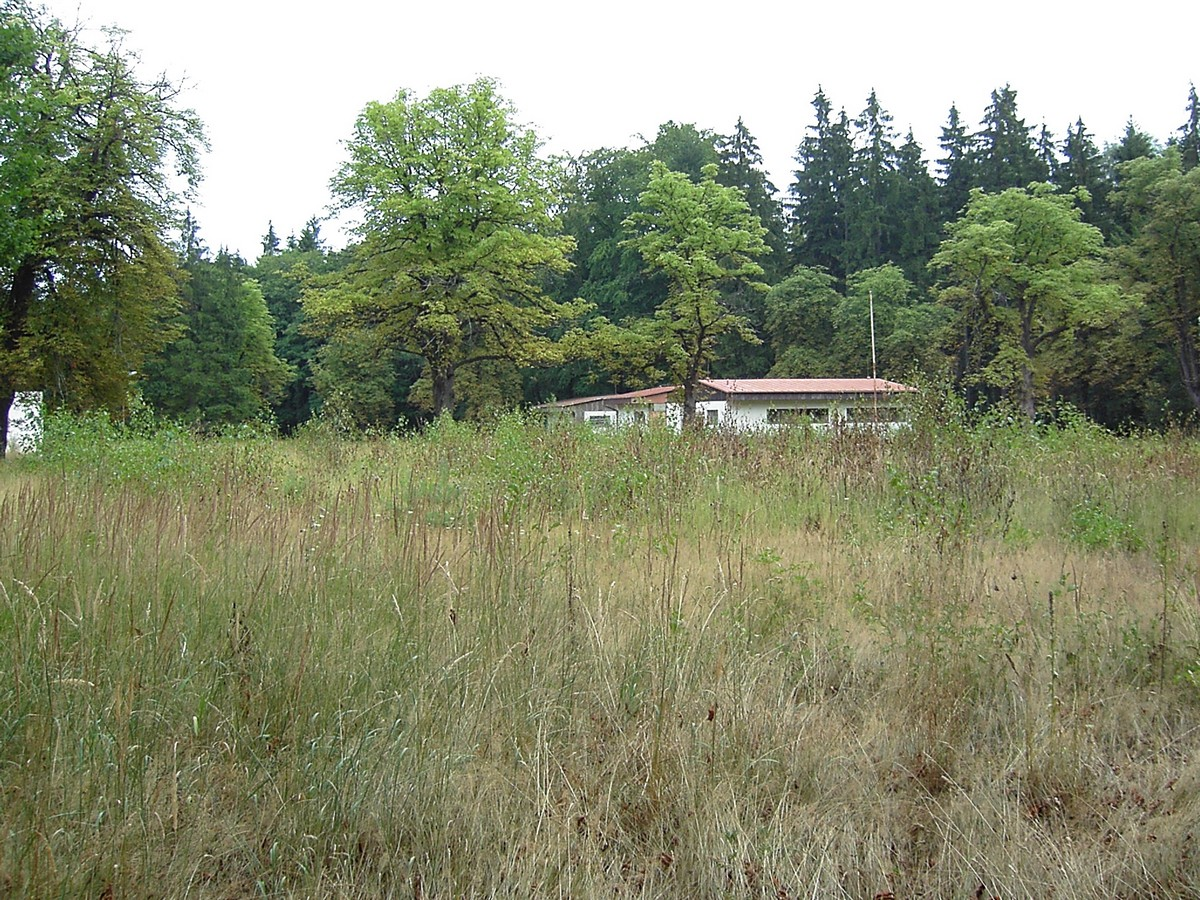
Areál bývalého zámečku
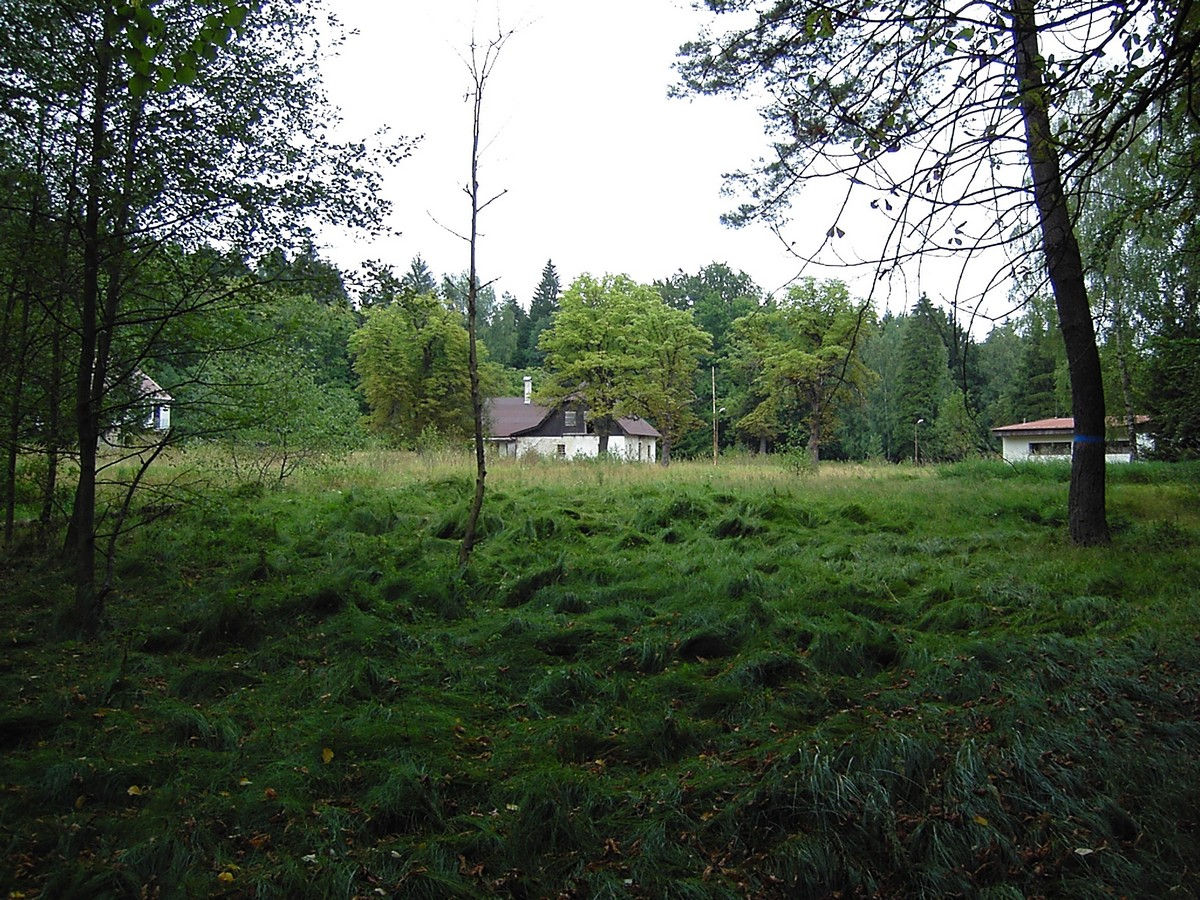
Areál bývalého zámečku
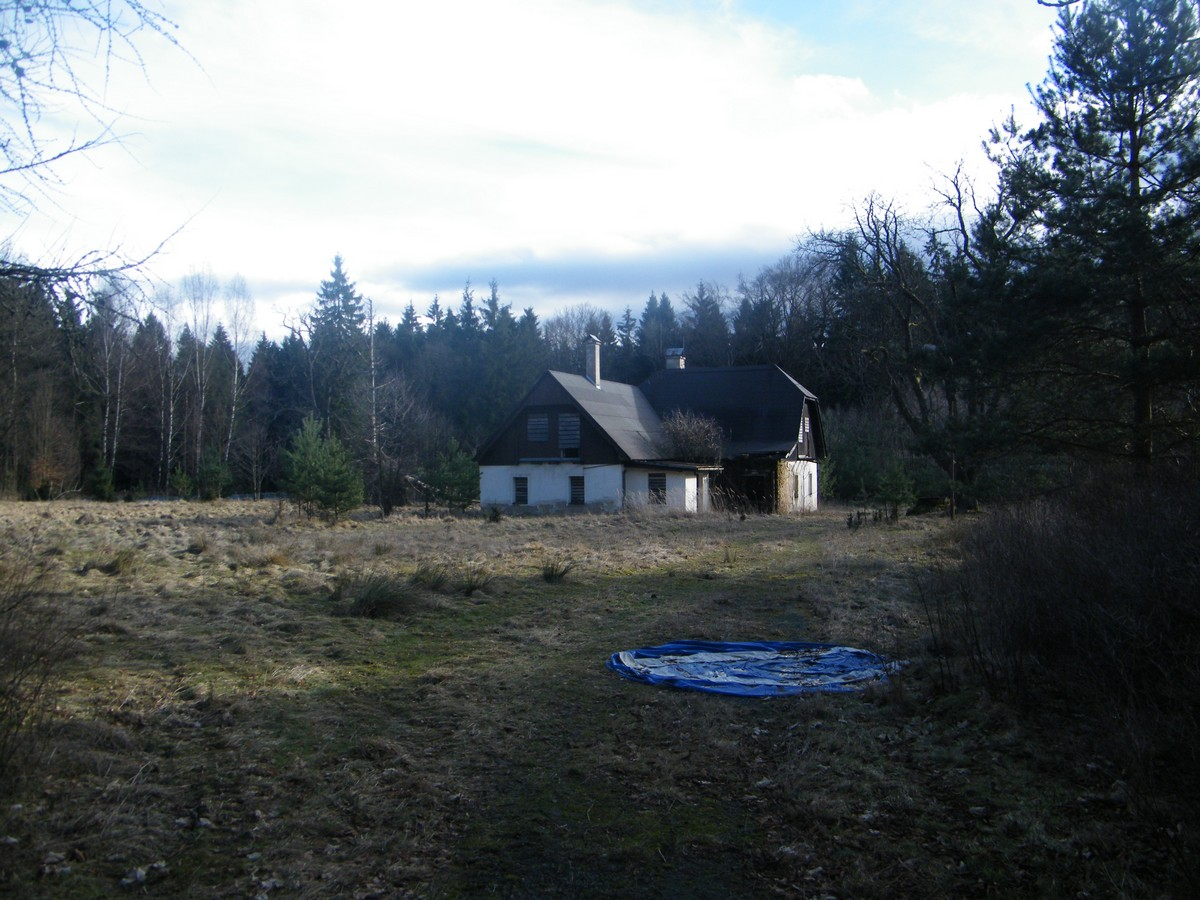
Areál bývalého zámečku
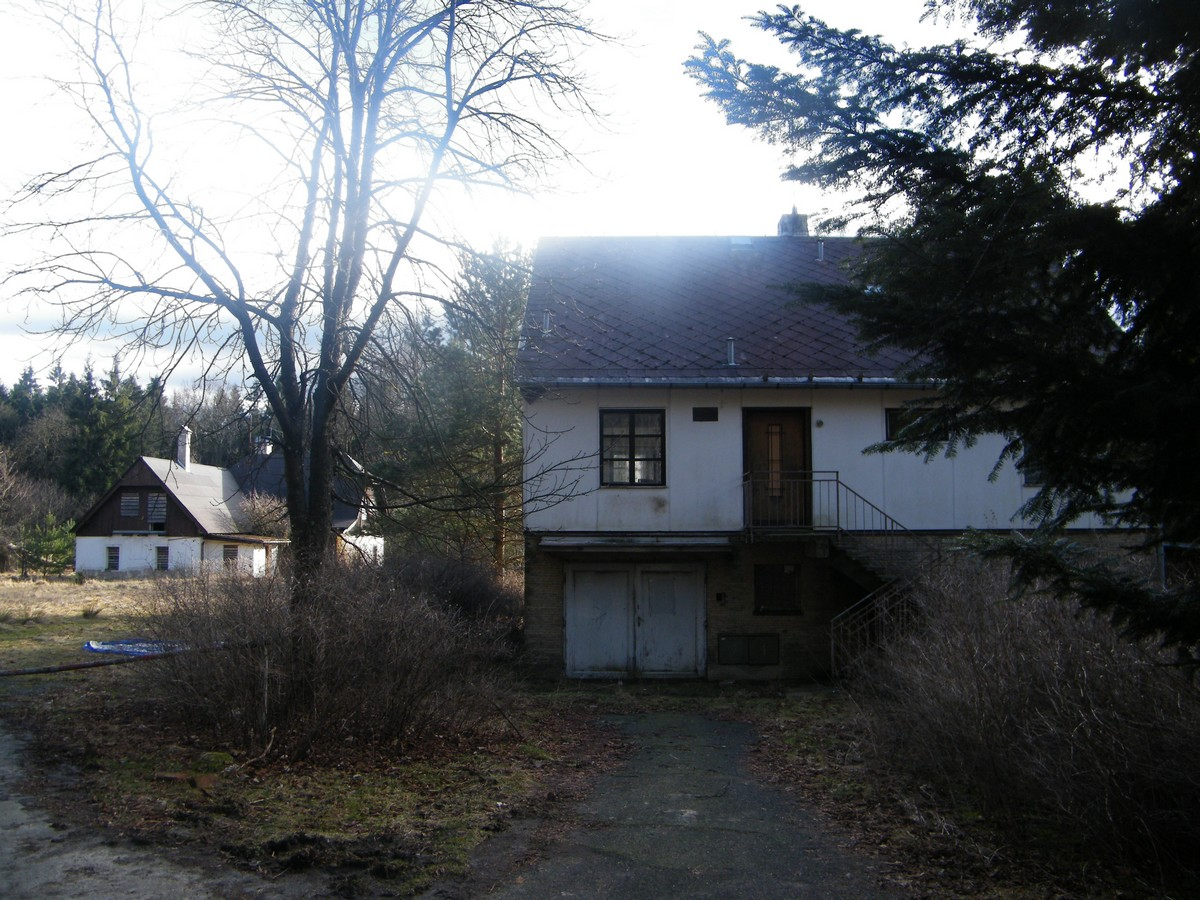
Areál bývalého zámečku
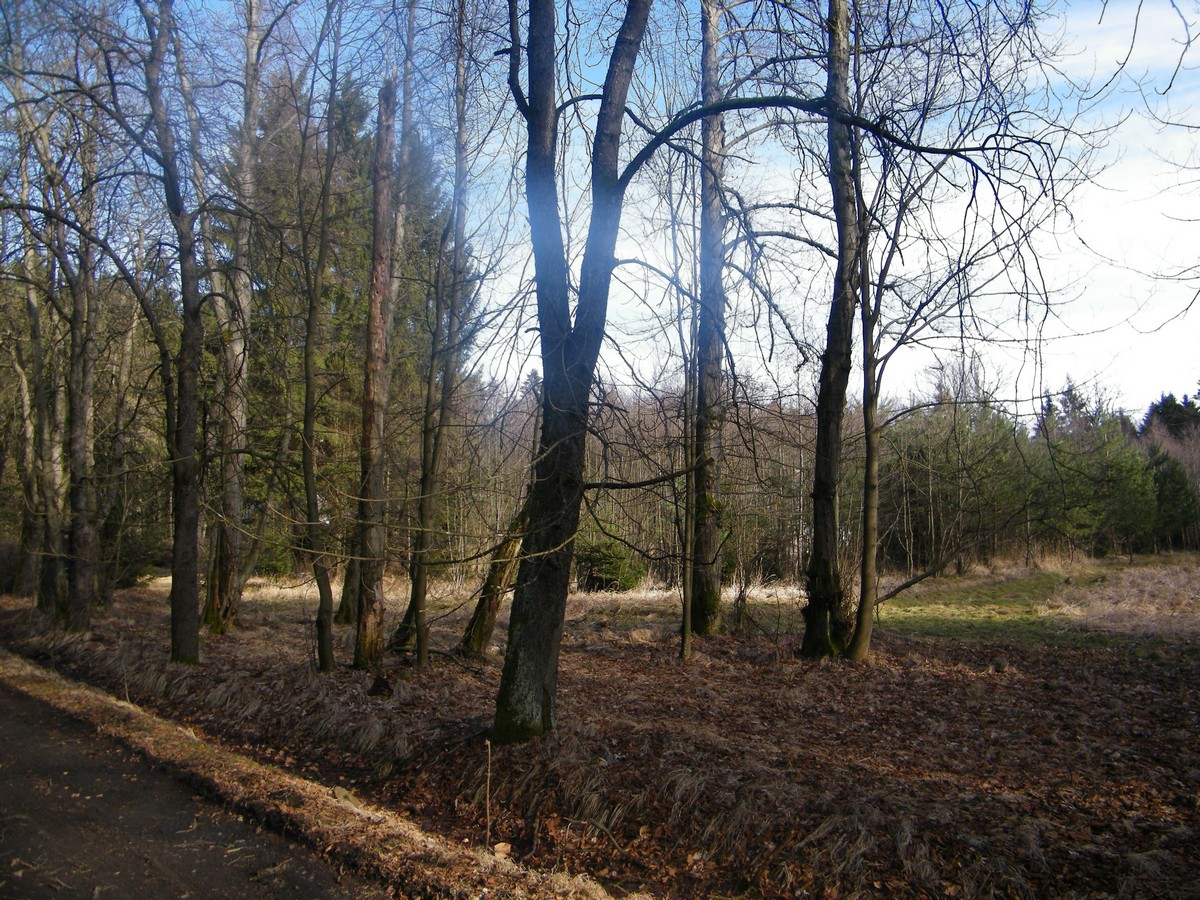
Areál bývalého zámečku
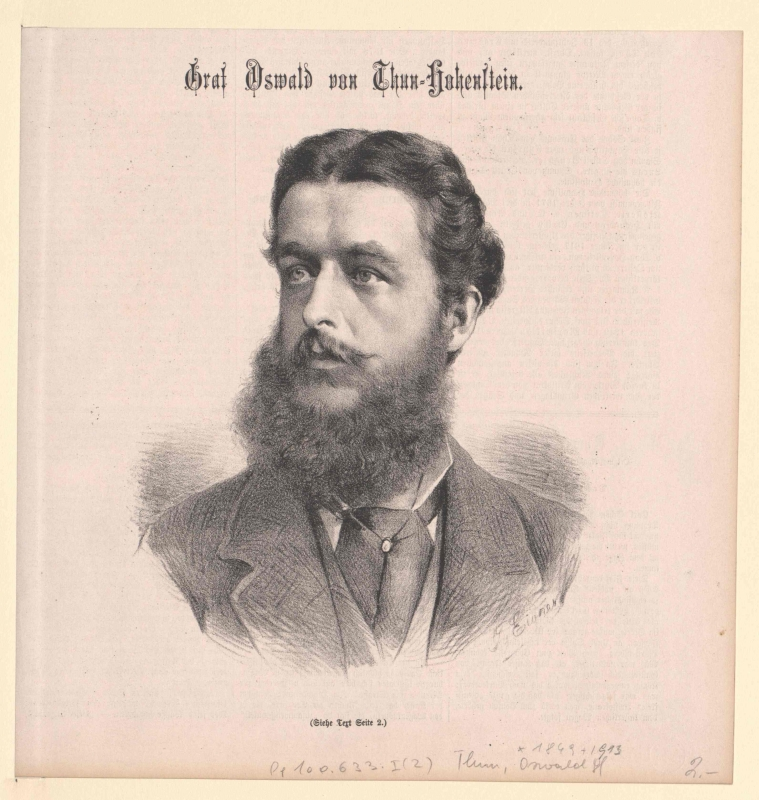
Oswald Thun-Hohenstein
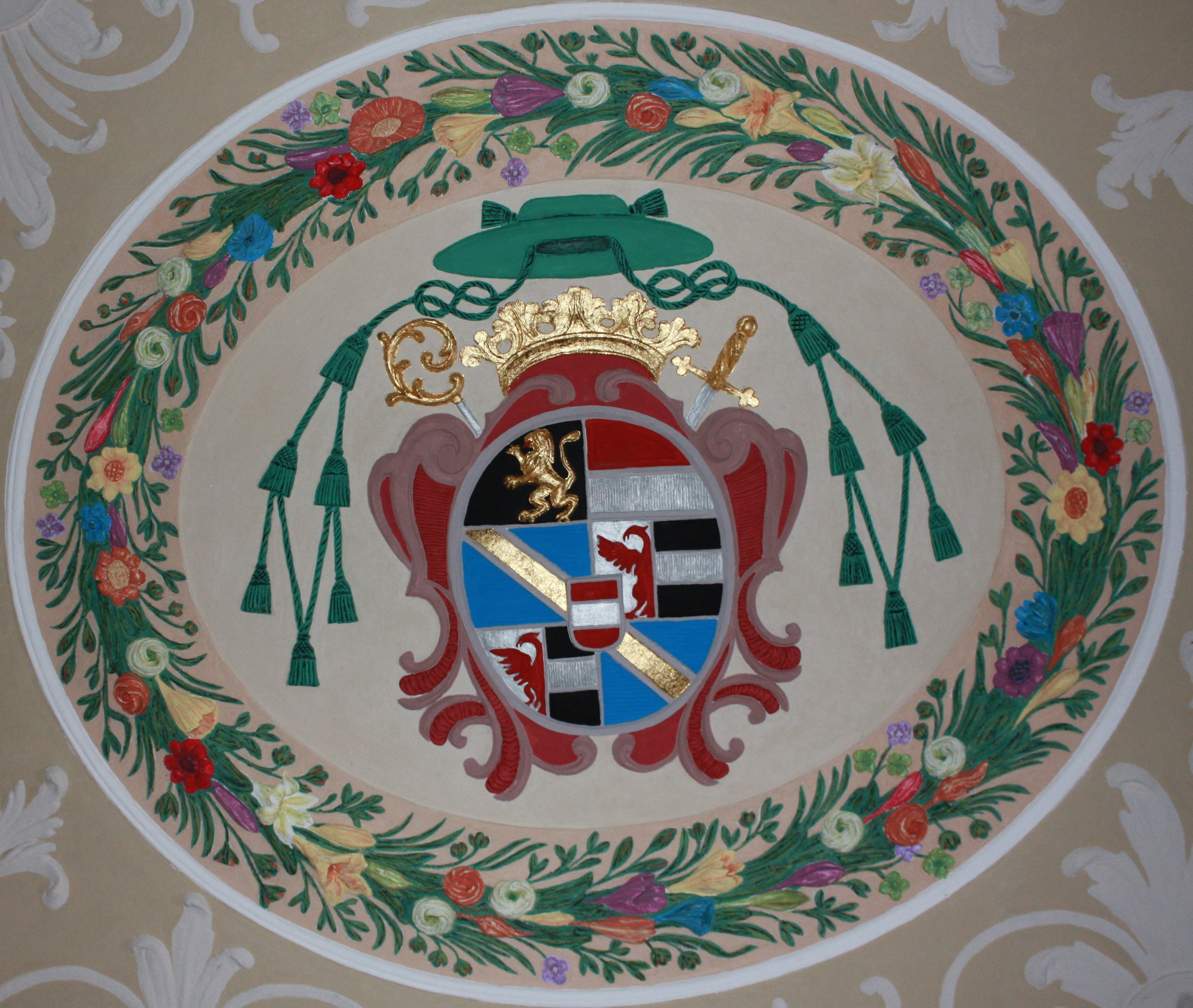
Erb Thun-Hohensteinů
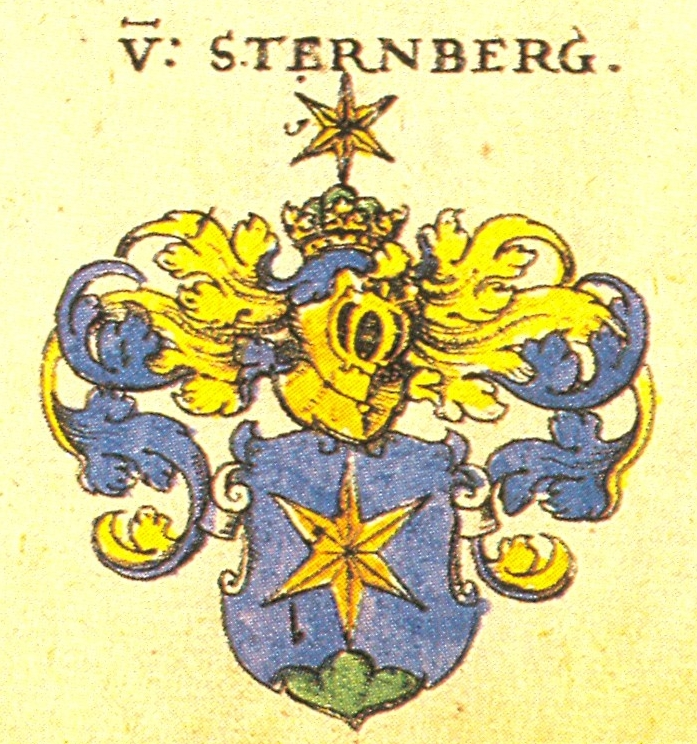
Erb Šternberků